# Полето
Полето (мкд. Полето) је насеље у Северној Македонији, у источном делу државе. Полето је у саставу општине Делчево.

## Географија
Полето је смештено у источном делу Северне Македоније, близу државне границе са Бугарском - 5 km северно од насеља. Од најближег града, Делчева, насеље је удаљено 5 km северно.
Насеље Полето се налази у историјској области Пијанец. Насеље се развило на северном ободу Делчевске котлине. Североисточно од насеља издиже се планина Влајна, док јужно од њега протиче река Брегалница. Надморска висина насеља је приближно 690 метара. 
Месна клима је континентална.

## Становништво
Полето је према последњем попису из 2002. године имало 194 становника.
Претежно становништво у насељу су етнички Македонци (96%), а остало су Срби. 
Већинска вероисповест месног становништва је православље.